# 沃尔姆斯火车总站
沃尔姆斯火车总站（德語：Worms Hauptbahnhof）是一座位于德国莱茵兰-普法尔茨州沃尔姆斯的铁路车站，由美因茨车站管理公司（Bahnhofsmanagement Mainz）负责管理。它是除沃尔姆斯桥（Worms Brücke）停车点和普费德斯海姆车站外，在沃尔姆斯市内的三座客运站之一及规模最大的车站，每日约有15,000人在此乘降。车站的地下行人隧道也是连接沃尔姆斯东部和西部之间的一条重要通道。

## 历史

### 开端
沃尔姆斯的铁路运输历史可以追溯至1836年，法国和巴伐利亚在当时计划修建一条沿莱茵河左岸伸展、由巴塞尔经斯特拉斯堡和美因茨至科隆的铁路。然而在两年后，这项计划便由于经济和军事原因而遭到了巴登大公国、黑森大公国和普鲁士王国的联合否决。与此相反，它们在莱茵河的右岸修建了一条里德铁路。
1844年，在美因茨和沃尔姆斯一些市民的积极努力下，最终创立了黑森路德维希铁路（HLB）组织，以修建一条由美因茨连接至沃尔姆斯的铁路。然而由于各种因素，例如1846年-1847年的饥荒、1848年-1850年的民主起义、各种商业竞争和私人投资者的兴趣、率先修建由莱茵专区与阿尔萨斯-洛林之间的连接线等，都导致了黑森与巴伐利亚直至1852年8月29日才签订相关条约，并明确将线路进一步延伸至路德维希港与普法尔茨路德维希铁路相连。

### 首座车站

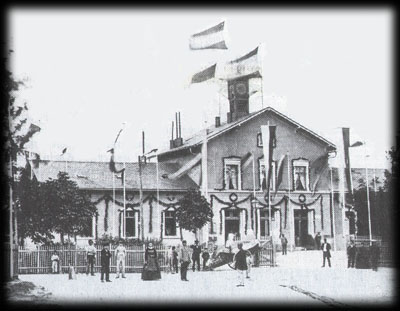
沃尔姆斯的首座车站

对于在沃尔姆斯设立新车站的选址讨论共持续了6年。沃尔姆斯地方议会希望将选址定在如今莱茵门广场（Rheintorplatz）的位置上，因为这里靠近市区及莱茵河港口。但在1852年9月21日通过的方案中，选址却被定在了黑森路德维希铁路方面更为青睐的旧墓地方位，即如今的阿尔伯特·舒尔特公园（Albert-Schulte-Park）。1853年8月23日，由美因茨至沃尔姆斯的铁路最终建成通车，并在3个月后，于11月15日贯通至路德维希港。随着通向美因茨的铁路竣工，沃尔姆斯市民此时得以直接进入莱茵河右岸的美因茨-卡斯特，并可从那里前往法兰克福，甚至进一步前往柏林。而通过普法尔茨路德维希铁路，人们可以从路德维希港经由萨尔布吕肯及福尔巴克前往法国，或自曼海姆搭乘由巴登大公国国家铁路开行的列车。
由于最初对货物运输的增长估计不足，因此在随后的几年中，沃尔姆斯火车总站陆续建起了卸运平台、货物仓库及编组场等设施。此时也开办了定期的货运列车班次：来自整个黑森州南部和莱茵黑森的糖用甜菜、粮食、煤炭及其它货物都被运往了沃尔姆斯的工厂、研磨作坊及港口。沃尔姆斯的铁路运输还给业界及社会带来了极大的促进作用：当1849年沃尔姆斯还没有铁路时，全市仅有89名工人在工厂任职，而随着铁路的引入，这一数字在1858年超过了2,000人。
在沃尔姆斯的铁路连接被证明取得了巨大的成功后，当局决定扩大当地的铁路网络，于1860年代相继修建了通往本斯海姆的尼伯龙根铁路和通往宾根的莱茵黑森铁路。

### 第二座车站
随着客流量的日愈增长，车站大楼的面积已无法容纳更多的旅客。因此原建筑在1871年进行了广泛的扩建。沃尔姆斯的车站大楼已成为一个具有历史主义风格的现代化建筑。其釉面门廊此时被划分为了一等和二等候车室、三等候车室以及王侯候车室。同时还设有用于火车司机的卧室、用于地方铁路管理机构的小型会议室及客房。此外，沿着陵园大街（今站前大街）还设有一个带机车转盘的装运平台、一个连接利贝瑙大街（Liebenauer Straße）、货房大街（Güterhallenstraße）和货运站的平交道，以及一个带有维修车间、仓库、移车台、机车转盘和煤气厂的扇形车库。其中扇形车库直至1900年铁路国有化之后才被设于本斯海姆大街（Bensheimer Straße）上的车辆段所取代。
随着其它新造铁路线的建设，沃尔姆斯的车站变得越来越繁忙。而在站前大街和货房之间仅有3座站台。因此第三座站台也会时常作为调车和货运列车的停车场而对外关闭。在众多市民的强烈呼吁下，车站设施最终决定寻求进一步的扩建。

### 第三座车站

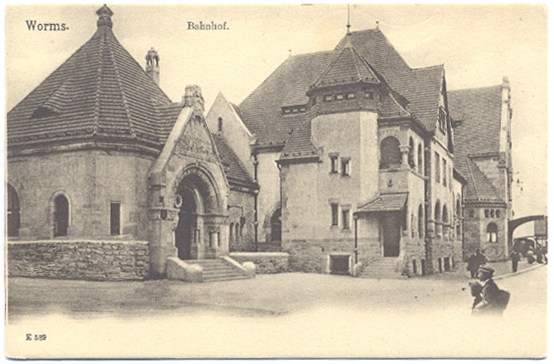
沃尔姆斯总站的王侯园亭（左）及主站房（右）于1910年

1890年，沃尔姆斯市议会最终要求车站设施进行改建或新建。促成这项决定的是不断增加的客流量，使得原有的车站大楼已不适合并且难以很好的进行处理。在随后的几年中，各界围绕沃尔姆斯新车站的选址进行了激烈的讨论。黑森路德维希铁路主张将新的车站建筑搬迁至高大街（Gaustraße）或纽豪森隧道（Neuhausener Tunnels）。最终，它被决定在旧车站原址新建一座车站。新的沃尔姆斯车站此时已拥有10条轨道，其中半数是从路德维希港或凯泽斯劳滕通往美因茨或法兰克福的通过式轨道。
经过约两年半时间的建设，一座新的、如今被列为文物保护单位的车站大楼连同新的站台于1904年3月31日正式投入使用。正对着站前大街、全长约110米的建筑主体是接待大厅，其右侧毗邻的是行李托运及管理设施。接待大厅的左侧为三等及四等候车室，其前方是一个带有酒吧间的饭厅，后方是一个连廊，可通往一等及二等候车室，以及铁路负责人的居室。在新车站建筑的左侧末端还建有一个王侯园亭（Fürstenpavillon）。另一侧末端则建有铁路邮局的处所。
第二次世界大战导致沃尔姆斯火车总站遭到严重的破坏：作为1945年3月8日空袭的结果，无论是所有轨道及信号所，带矩形车库、环形车库及维修车间的车辆段，或是货运站及养路工长办公室，均已被完全摧毁。此外，车站大楼也受损严重。随后直到1945年中期才再度开办了定期列车服务。然而至1945年底，沃尔姆斯总站全长53公里的铁路设施仍有约38公里无法使用，因此，在这个时候往美因茨方向仍然没有列车服务。直至联邦德国成立后，从1950年左右起，沃尔姆斯的铁路运输局势才恢复正常化。

## 车辆段

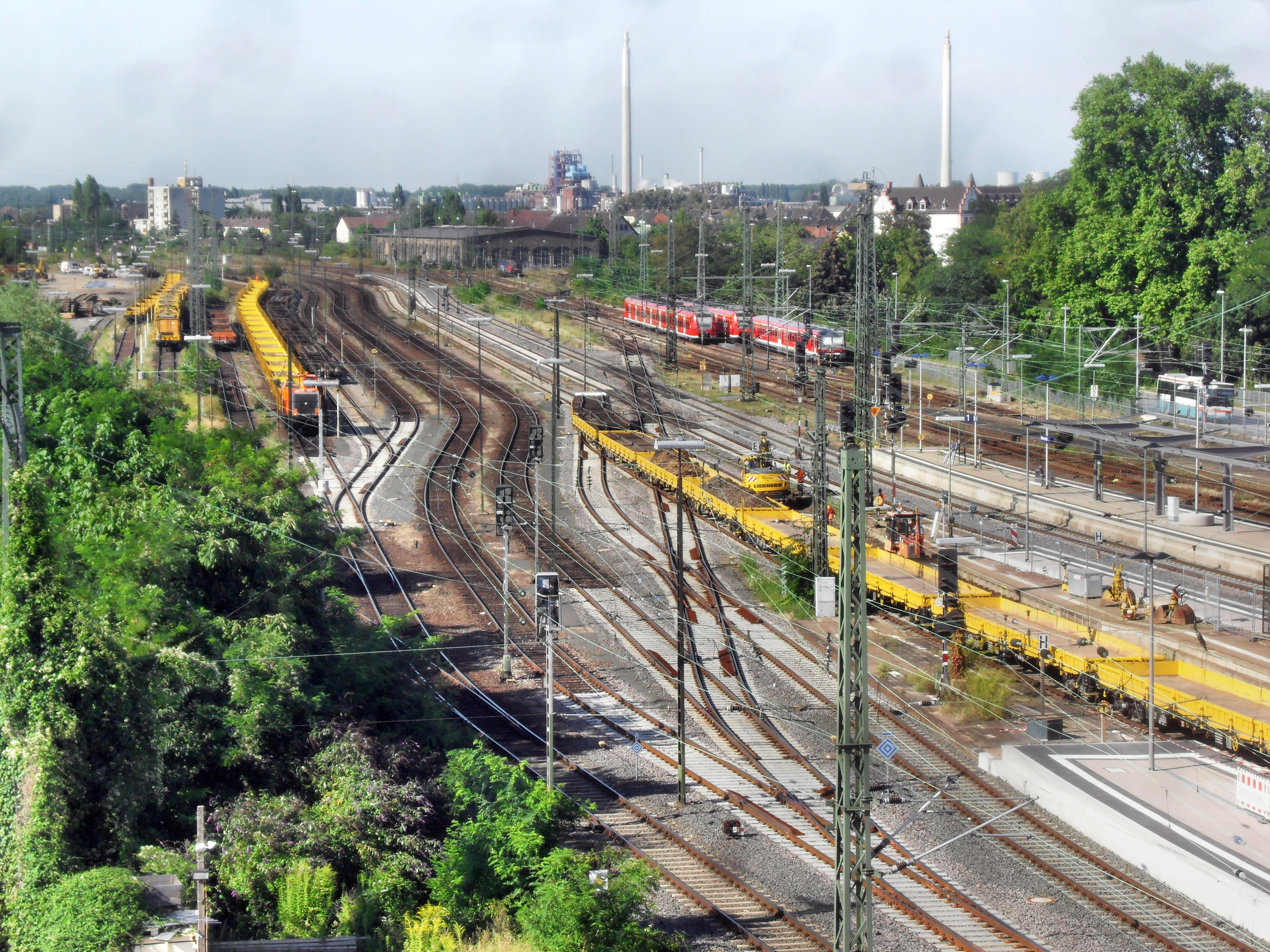
沃尔姆斯总站北侧的货运场铁路设施

由于最初的设计，沃尔姆斯车辆段自19世纪中叶起便直接建于客运站旁的站前大街上。然而，随着越来越多的铁路线在周边开启，从而使车站的容量不堪重负，因此需要在19世纪末建成一座新的车辆段。它在此时应包含有更大的维修车间，以及其下属更大的木工车间和钳工车间。此外，包括一个金属钳工的学徒车间和一个火车司机的宿舍楼都已重建。
平均而言，新的沃尔姆斯车辆段此时驻扎有约50台蒸汽机车，其中包括普鲁士P8型、普鲁士T12型、普鲁士T3型、普鲁士G8型和普鲁士G8.1型，以及其它的一些蓄电动车组。从19世纪末建成至第一次世界大战前夕，新车辆段的需求量随着铁路运输的发展而不断增多。因此，沃尔姆斯的负责范围几乎包括了整个莱茵黑森地区以及莱茵河右岸直至法兰克福-戈尔德施泰因、本斯海姆和曼海姆的铁路运输。此外在阿尔蔡、高-奥德恩海姆和曼海姆-瓦尔德霍夫还设有运用车间。此时其运营部门被分为两个：沃尔姆斯第一分部负责莱茵河左岸154公里的铁路运营，沃尔姆斯第二分部则负责右岸共133公里的列车服务。
总体而言，沃尔姆斯车辆段在1914年共驻扎有170台铁路机车及4列动车组。同时共有3176名员工受雇于国家铁路：包括3名管理工程师、13名办公室文员、1406名公务员、755名养路工人、633名助理和级别更低的助手，以及336名操作工人。而这并不含在通往韦斯托芬和奥夫斯泰因的铁路上受雇于私营铁路公司的员工，也不包括由皇家巴伐利亚国家铁路经营的前往凯泽斯劳滕或诺伊施塔特的铁路。
经过约25年后，第二次世界大战爆发，沃尔姆斯车辆段的大部分设施均在1945年3月18日的空袭中被摧毁，当中包括矩形车库、环形机车库以及维修车间。在随后的几年中，车辆段不得不进行艰难的重建工作，因此沃尔姆斯车辆段最终再得到了一个环形机车库、一个新建的矩形车库和一个维修库。此外它还在重建完成后增设了一个动车组维修车间、一个火车司机的住所、一个加煤设备、一个水塔和两个机车转盘。随着美因茨－路德维希港铁路在1957年完成电气化改造，驻扎在沃尔姆斯车辆段的蒸汽机车数量下降至58台。然而，尽管电气化铁路的推行，大多数的蓄电动车组则仍在使用。至1967年，最后一台蒸汽机车（050 472号）最终告别了沃尔姆斯火车总站。
1984年10月1日，沃尔姆斯车辆段失去了其独立性，被降级为美因茨车辆段的运用车间。原本驻扎在沃尔姆斯的蓄电动车组配属均被改写成美因茨车辆段，但这里仍然负责动车组的保养维护直至1989年1月13日。

## 建筑

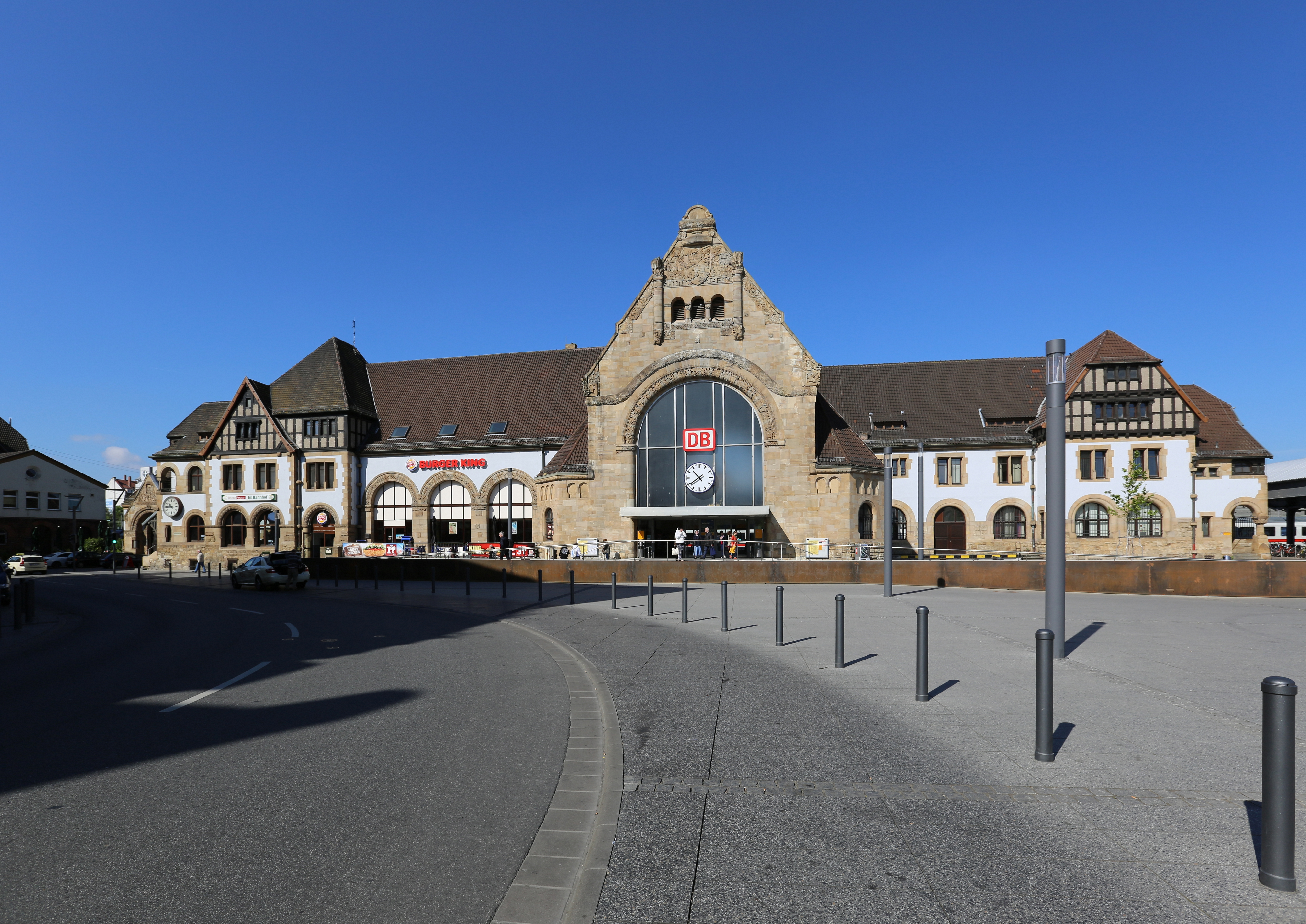
沃尔姆斯总站全景（2014年）

车站大楼是根据枢密院和前沃尔姆斯城市建筑长官卡尔·霍夫曼所拟定的初稿，而构建的一个具有沃尔姆斯传统的罗马复兴建筑。在实施方案中也清晰的表明了其深受前者的新艺术风格影响，使得车站大楼的外观装饰与霍夫曼设计的其它建筑，例如沃尔姆斯水塔、尼伯龙根学校（Nibelungenschule）和诺伊萨茨学校（Neusatzschule）等存在较大的差异。不同于沃尔姆斯的其它代表性建筑，该车站大楼使用黄白色的普法尔茨砂岩代替了红色砂岩。
车站大楼的造型概念来自亚琛工业大学的政府建筑官弗里茨·克林格霍尔茨。建筑的细节则由来自柏林的马丁·赫尔曼（Martin Herrmann）和美因茨建筑师潘特尔（Panthel）进行规划。此外赫尔曼也曾协助建筑师柯丁格（Keding）进行现场施工管理。来自美因茨-莫姆巴赫的雕塑家弗拉斯德克（Vlasdek）负责塑造浮雕的模型，而石像的设计工作则由来自威斯巴登的企业希尔（Schill）和沃尔姆斯本土企业西普乐及维尔纳公司（Hippler & Werner）完成。

### 入口大堂
正对站前大街的入口大堂在其山墙上雕刻有黑森紋章和一条巨龙，它象征着蒸汽动力或甚至有时象征着普鲁士王国与黑森大公国铁路公司的联合。紋章的左侧以一个带翅膀的车轮作为铁路的标志。此外，还能见到一个标明年份的数字“1903”。这表明该建筑已在同年竣工，然而由于旧建筑的清拆延期，新车站直至1904年才正式投入使用。
近30米高的入口大堂位于车站大楼的正中央，并径直沿着城市中轴线经由齐格弗里德大街（Siegfriedstraße）与莱茵河相对应，而在对应尼伯龙根学校的另一端，则以当时现代化的城门（Stadttor）作为从轨道连接至城市的通道。极具新艺术风格的外立面辅以石雕作为装饰。他们反映了铁路及建设者在当时的进步。于1903年完成的外观已经与1901年的最初计划存在了一些版本差异：它更为苗条并且看起来更高。入口大堂的内部也能见到许多石雕柱顶，它是以一种幽默的形式描绘旅客形象。从入口大堂内部的通道开始，可以分别通往售票点、行李柜台、行李寄存处和候车室。
在入口大堂于1960年代进行的现代化改造中，大厅窗户、入口大门、车站大钟和弧形的雨棚都得到了翻新。而山墙上的巨龙造型浮雕则已在第二次世界大战期间被移除。

### 大堂窗户
巨大的大堂窗户是一个引人注目的艺术品。通过其弧形浮雕，展示的是交通及运输事业的历史：人们从左至右可以依次见到一个牛拉犁、一个由两名男子手捧圣经上的葡萄的古罗马跑车、一个骆驼商队、一个牛拉货车、一个汉萨商人车厢、一个巴洛克时期的轿、一个驿站马车以及一列朝反方向驶越的列车。此外，这里的其它一些形象细节还包括列车员、打孔车票或站长、以及带有铃钟的发车指挥等。

### 候车室
沃尔姆斯火车总站的候车室可以通过封闭式月台以及通过一条带有建筑业浮雕和象征的拱形走廊到达。这个走廊也被用作通往列车的通道。三等及四等候车室（现为快餐店）采用木梁屋顶，它建有固定式的长椅和一个展示交通事业场景的檐壁。三等及四等候车室也有一个类似大堂窗户的浮雕，它们象征着运输的历史。一等及二等候车室的墙壁上展示的则是尼伯龙根传说的场景，当中包括齐格弗里德与克里姆希尔特、尼伯龙根宝藏、布倫希爾德与克里姆希尔特、以及齐格弗里德之死。此外，这些候车室都根据新艺术风格而建有大拱形穹顶和大枝形吊灯。
从候车室可直接通往一间带有木雕屋顶和带有动、植物图案檐壁的饭厅。

### 王侯园亭

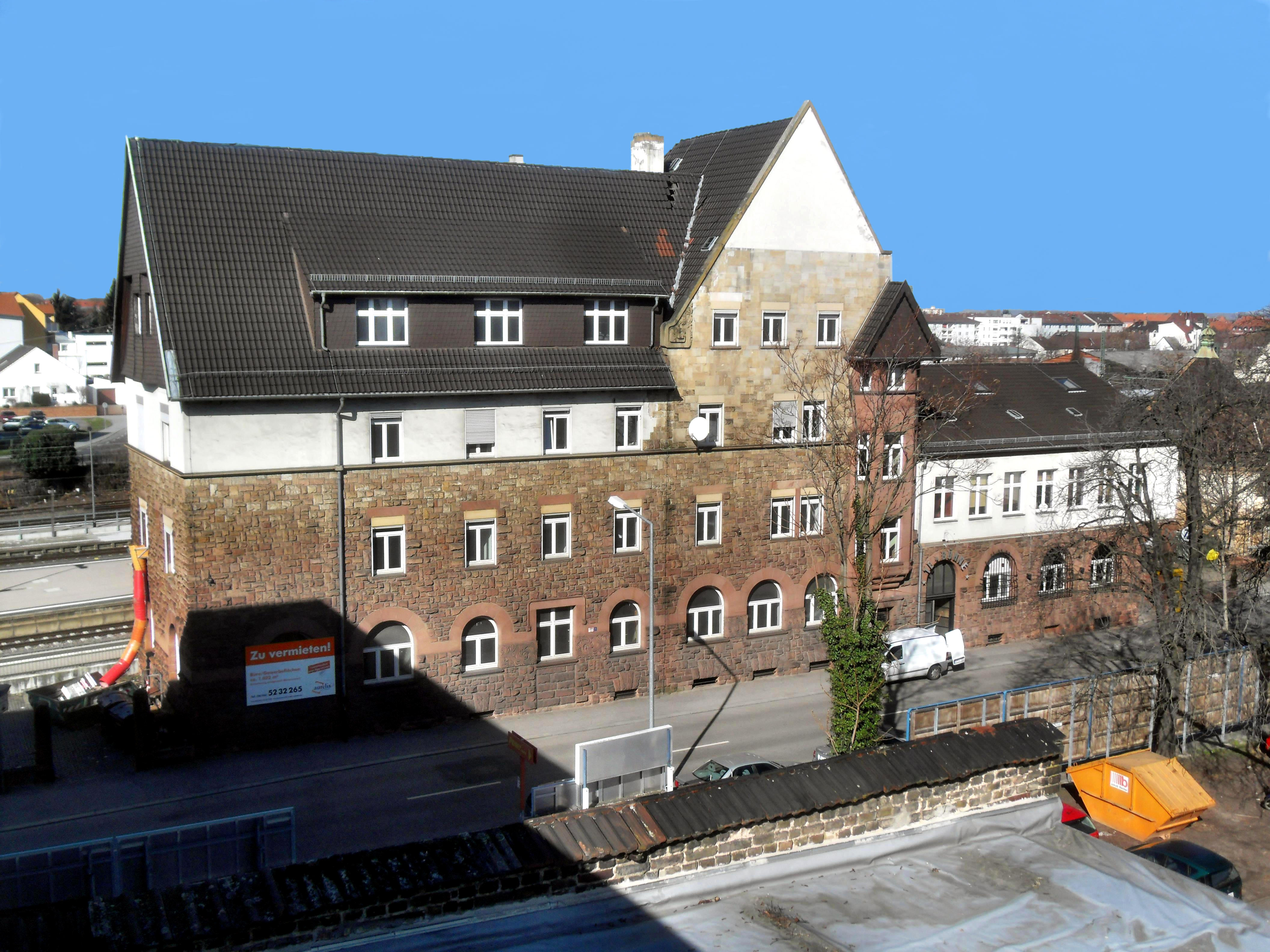
原沃尔姆斯铁路邮局建筑

在19世纪，不仅是大公，甚至普鲁士国王、德国皇帝以及俄国沙皇都曾到访过沃尔姆斯。沃尔姆斯火车总站遂特别为他们及随从人员在毗邻车站客栈的地方建立了王侯园亭。在王侯园亭的山墙上可以看到一个参拜的形象，它处于展现《尼伯龙根之歌》战争场面的弧形浮雕之中。王侯园亭正对站前大街的人物雕像是一个由原城市建筑长官卡尔·霍夫曼手捧王侯园亭（灵感来源于沃尔姆斯大教堂的南入口）以及一个铁路工人摇铃指挥列车的形象。

### 铁路邮局
作为如今的文化古迹，铁路邮局与相邻的车站建筑一同建于1903年。在二战期间遭受严重的破坏后，它也只进行了临时性的重建。如今其底层仍然保留了完好的罗马复兴建筑风格。同时它也像车站大楼一样采用新艺术风格的装饰。而建筑的入口区域则被设计为一个敞廊样式。建筑的其它建筑特色是采用了圆拱形的窗户。各墙体之间也辅以豪华的装饰图纹。此外，建筑的入口大门至今仍然使用原始的材质。该建筑还有一个装饰华丽的凸窗。

## 基础设施

### 车站大楼及停车场
车站大楼如今已被列入文化古迹，它位于1－5道的站台以东，以及8道、9道、11道的站台以南，并自2007年11月起被重新设计为德国铁路的旅游中心。此外，它还设有一个面包店、一个书报亭、一个快餐店以及一个联邦警察的警岗。
车站的西侧有一座6层楼高的停车场，可提供约600个私家车泊位。这里还有一家由自行车商店经营的收费自行车停放空间。
作为刺激经济计划的一部分，德铁车站与服务公司将对车站大楼进行翻新改造工程。

### 客运场

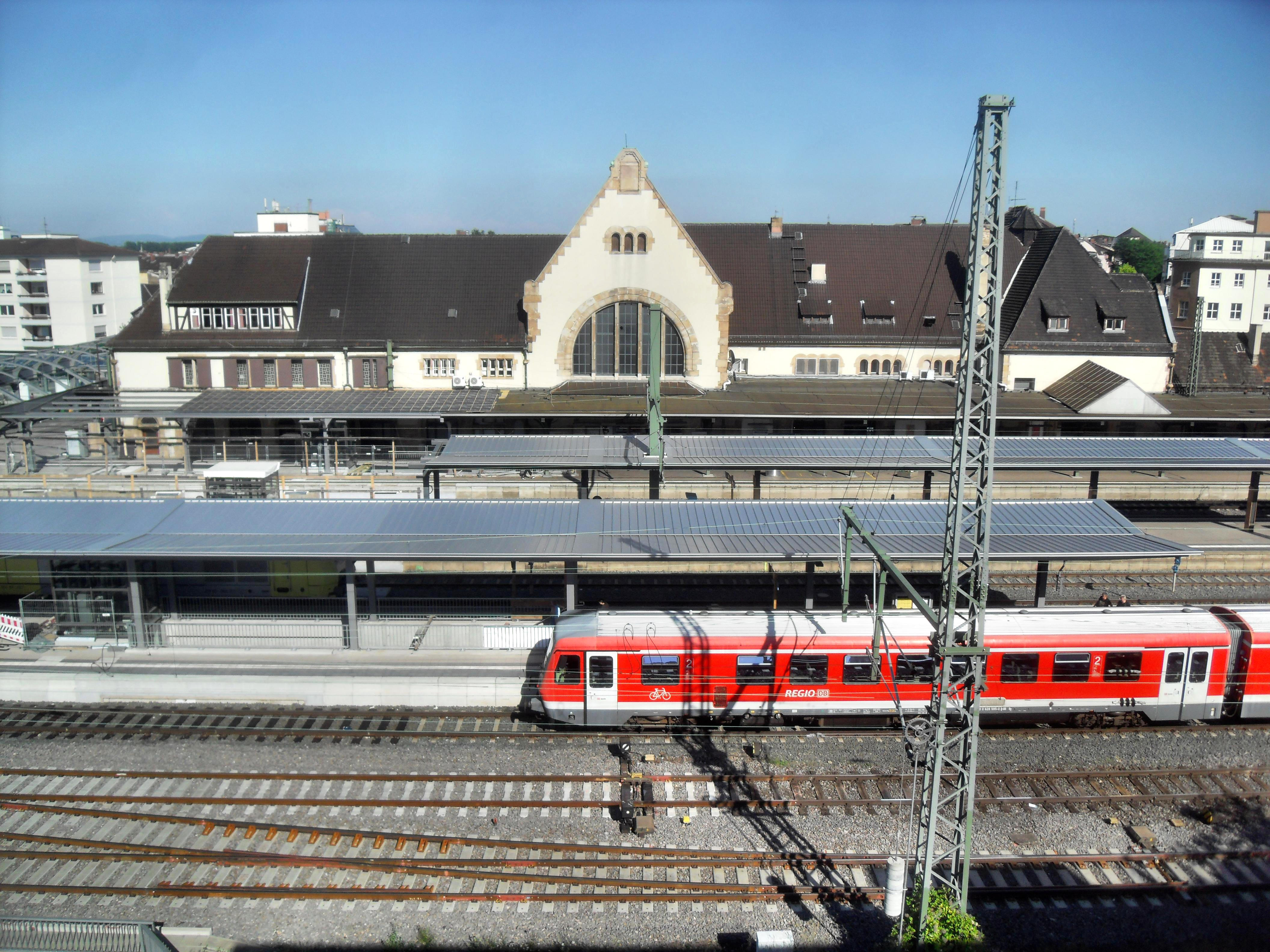
车站大楼及1－5道站台

沃尔姆斯火车总站共有服务于8条轨道的4座站台分布在车站的两个区域：其中位于车站大楼西侧的是一个通过式车站，拥有美因茨－曼海姆主线的三座站台；北侧被称为“本斯海姆车站”的则是一个尽头式车站，主要由发往比布利斯和本斯海姆的列车使用。
除了用于4道、9道和11道的站台外，其它所有站台的高度均为76厘米。1道位于主站台旁，共有450米长。它的西侧是中站台，该站台两侧的2道和3道分别有372米及220米长。这些轨道主要开行发往曼海姆或卡尔斯鲁厄方向的区域列车。服务于4道及5道的是西站台，它们分别有140米和210米长。那里主要停靠发往阿尔蔡或美因茨方向的列车。8道、9道和11道之间的站台用于发往黑森的列车，它们的长度分别为150米（8道）、200米（9道）和195米（11道）。基于编组长度的原因，长途列车在沃尔姆斯总站通常会停靠在主站台和中站台。
在2007年至2010年期间，车站彻底进行了无障碍设施改造。2道至5道已可以通过全新设计的行人隧道借助升降机抵达。而作为改建的一部分，西侧的站前广场也被设计为无障碍环境。此外，在2010年夏天，车站大楼已在1道及8道之间的区域新设立一座公共厕所。自2010年9月起，东侧的站前广场也进行了彻底的改造，原有的巴士站已被完全拆除，并对新的空置地盘进行重新设计。

### 货运场
紧邻着沃尔姆斯总站北部的是一座货运车站，这里有大量的轨道可供货运列车进行编组及装卸。此外，在货运站的北侧还存在着一个铁路驼峰，尽管它在很久以前便已不再使用。

### 接驳公共交通

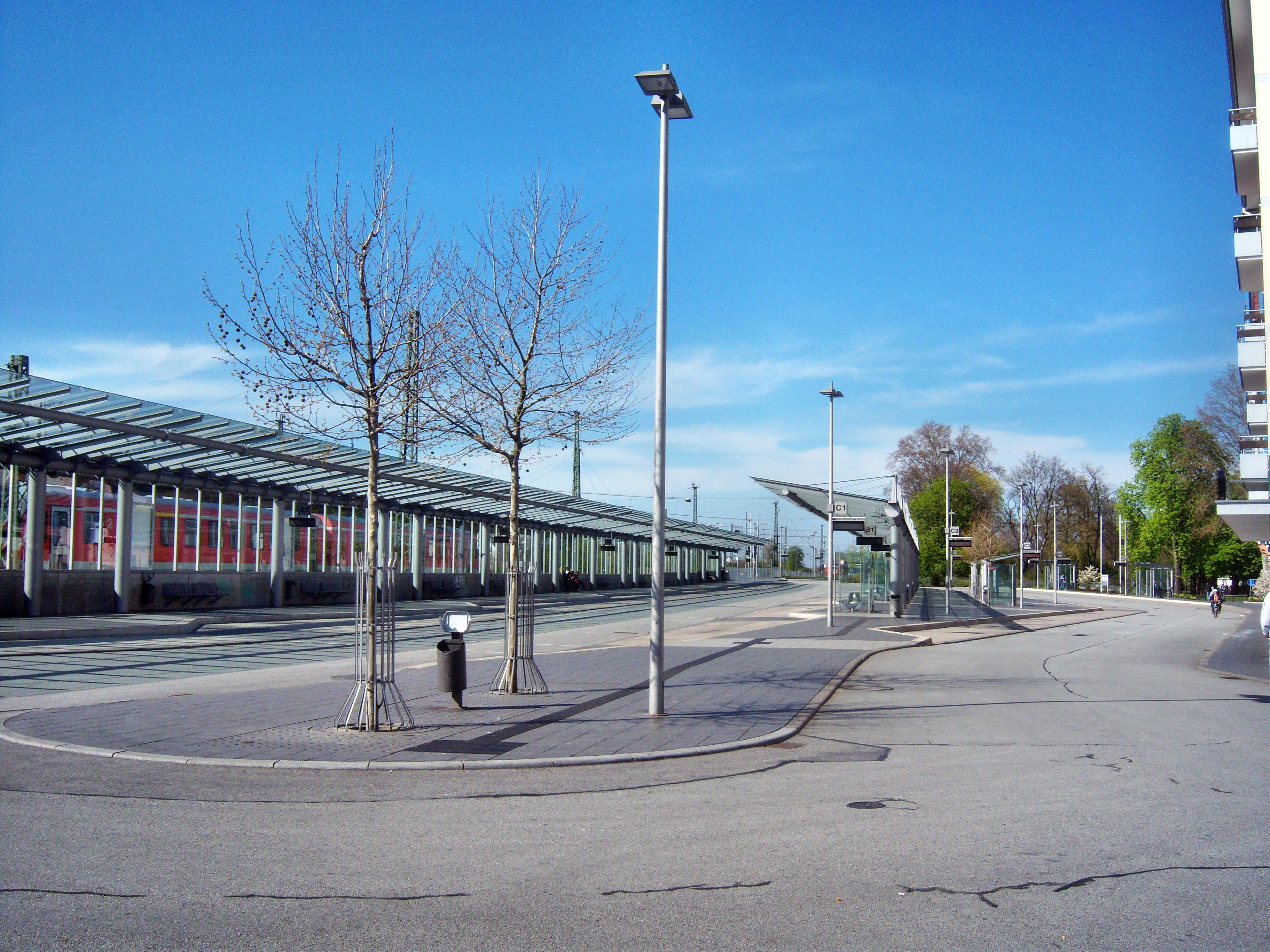
沃尔姆斯巴士站

紧邻沃尔姆斯总站东侧、靠近尽头式车站附近的是一座在2003年新建的巴士站。莱茵-内卡巴士运输在此提供11条从沃尔姆斯始发（401－411）以及其它进入沃尔姆斯周边地区的巴士线路（432、434、435、451）。此外，在深夜还有4条夜间巴士线路（410、413、414、415）和7条电召的士线路（4901、4902、4903、4904、4943、4952、6907）可供搭乘。另有5条长途巴士线路可通往莱茵-内卡城市群和黑森。
此外在车站东侧正门的对面也设有一个的士站。

### 信号所
沃尔姆斯信号所（Sp Dr L60型中继信号所）位于停车场以南。在那里可以对美因茨－路德维希港铁路的贡特尔斯布卢姆至博本海姆-罗克斯海姆区间进行监控。

## 列车服务

### 长途运输

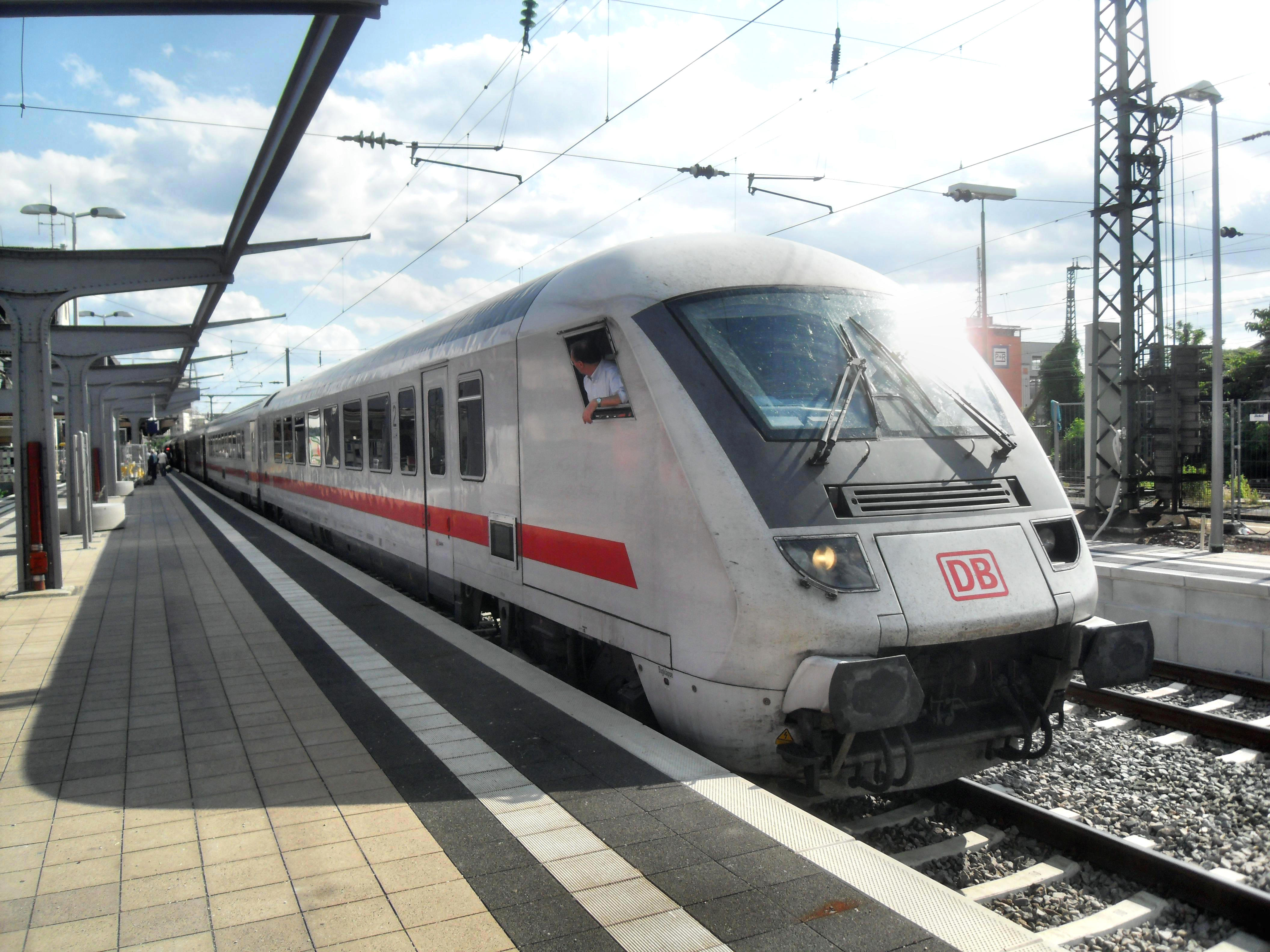
停靠于沃尔姆斯总站的城际列车

在2017年，每日共有5班长途列车停靠于沃尔姆斯火车总站，其中包括1班城际快车、2班欧城列车及2班城际列车。此外大多数由美因茨至曼海姆的长途列车也在此通过，但不设停站。多年以来，当地政治家一直要求接入更多的长途列车，以使沃尔姆斯总站在德国铁路网络中获得较佳的地位。但在实际的实现过程中，这仍然是个未知数。
截至2019年，共有下列班次的长途运输服务在沃尔姆斯总站到发：
| 线路   | 走向 | 走向 | 发车频率 |
| ------ | --- | --- | -------- |
| ICE 11 | 威斯巴登 － 美因茨 － 沃尔姆斯 － 曼海姆 － 斯图加特 － 乌尔姆 － 奥格斯堡 － 慕尼黑                                                                                        | 威斯巴登 － 美因茨 － 沃尔姆斯 － 曼海姆 － 斯图加特 － 乌尔姆 － 奥格斯堡 － 慕尼黑                                                                                        | 个别班次 |
| EC 32  | 明斯特 / 多特蒙德 － 杜伊斯堡 － 杜塞尔多夫 － 科隆 － 波恩 － 科布伦茨 － 美因茨 － 沃尔姆斯 － 曼海姆 － 斯图加特 － 乌尔姆 － 奥格斯堡 － 慕尼黑 － 萨尔茨堡 － 克拉根福 | 明斯特 / 多特蒙德 － 杜伊斯堡 － 杜塞尔多夫 － 科隆 － 波恩 － 科布伦茨 － 美因茨 － 沃尔姆斯 － 曼海姆 － 斯图加特 － 乌尔姆 － 奥格斯堡 － 慕尼黑 － 萨尔茨堡 － 克拉根福 | 每日一对 |
| IC 35  | 诺德代希防波堤 － 埃姆登 － 明斯特 － 盖尔森基兴 － 杜伊斯堡 － 杜塞尔多夫 － 科隆 － 波恩 － 科布伦茨 － 美因茨 － 沃尔姆斯 － 曼海姆 －                                   | 海德堡 － 斯图加特 | 每日一对 |
| IC 35  | 诺德代希防波堤 － 埃姆登 － 明斯特 － 盖尔森基兴 － 杜伊斯堡 － 杜塞尔多夫 － 科隆 － 波恩 － 科布伦茨 － 美因茨 － 沃尔姆斯 － 曼海姆 －                                   | 卡尔斯鲁厄 － 康斯坦茨 | 每日一对 |

### 短途运输

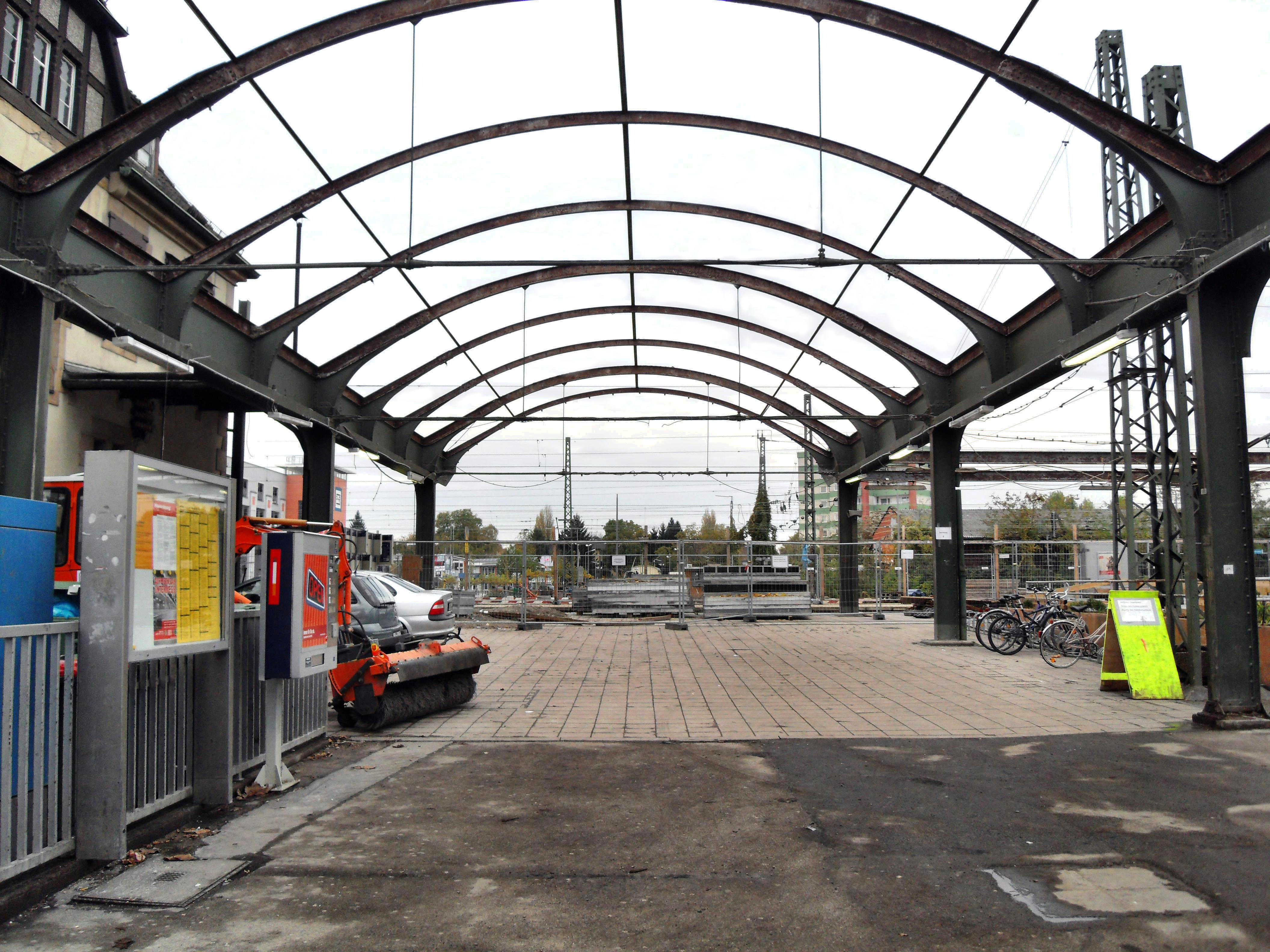
沃尔姆斯总站的尽头式站台

在沃尔姆斯火车总站交汇有来自4个方向的铁路线：

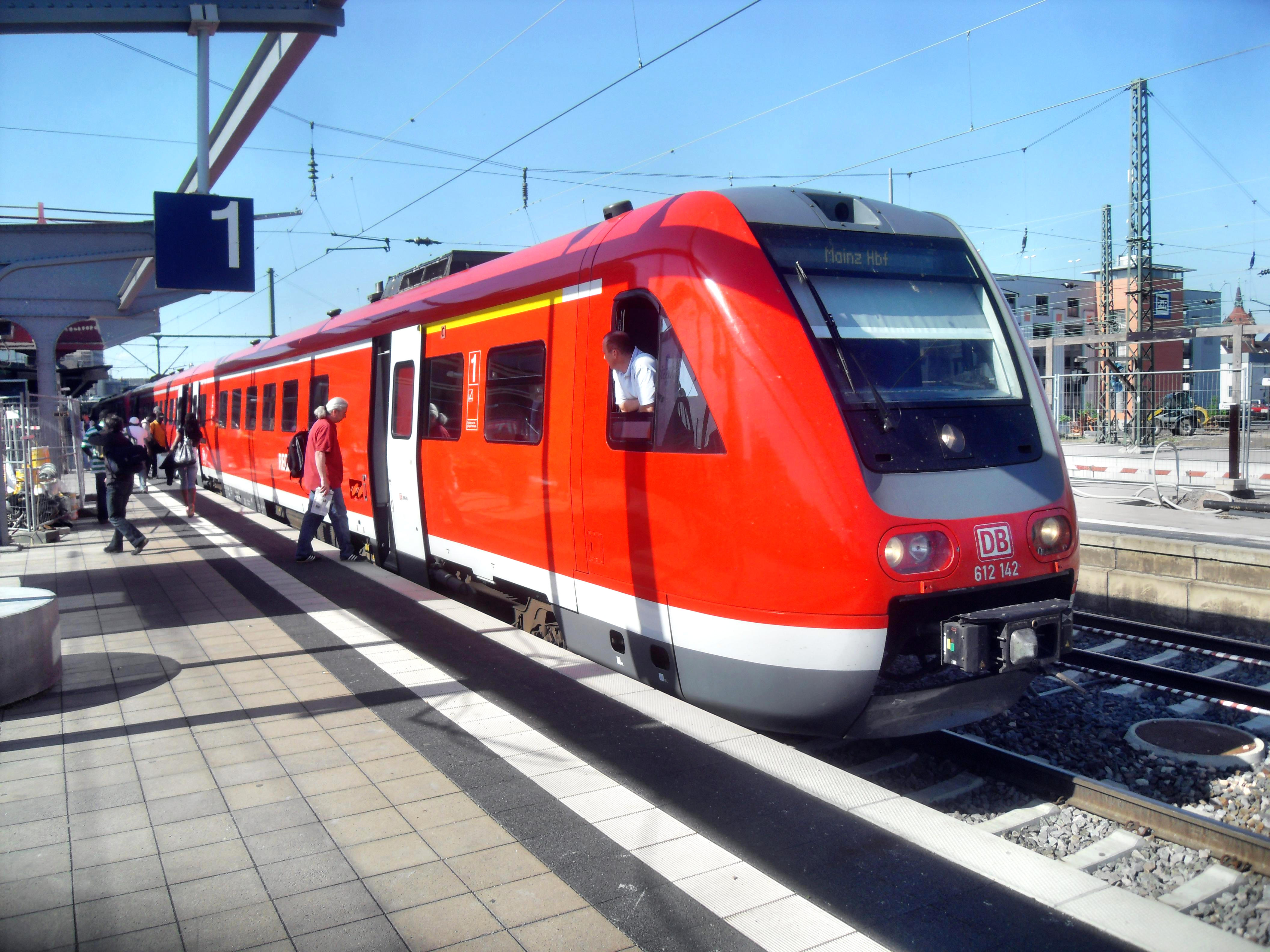
从北部的美因茨至南部的曼海姆经由美因茨－路德维希港铁路双向开行有半小时1班的快铁列车服务。作为这条线路的补充，在美因茨和卡尔斯鲁厄之间还开行有两小时1班的区域快车服务。其中沃尔姆斯市民可在美因茨和曼海姆接驳长途列车，在路德维希港接驳莱茵内卡快铁。
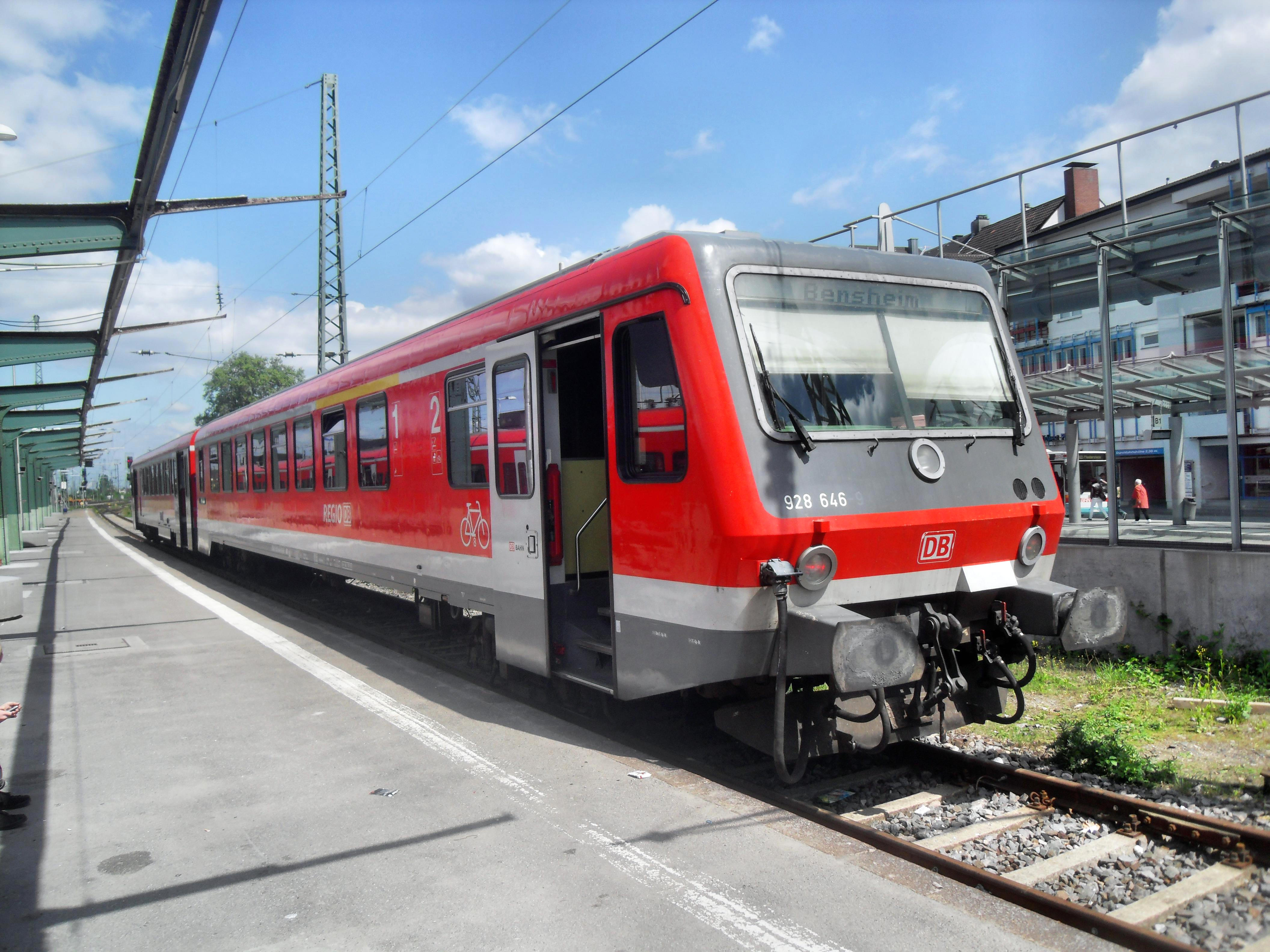
西向经由沃尔姆斯－宾根铁路开行有每小时1班往返于宾根和半小时1班往返于蒙斯海姆的区域列车服务。在蒙斯海姆可接驳前往格林施塔特的列车，并可在周日和公众假期接驳经由采勒塔尔铁路前往上施派尔的列车。
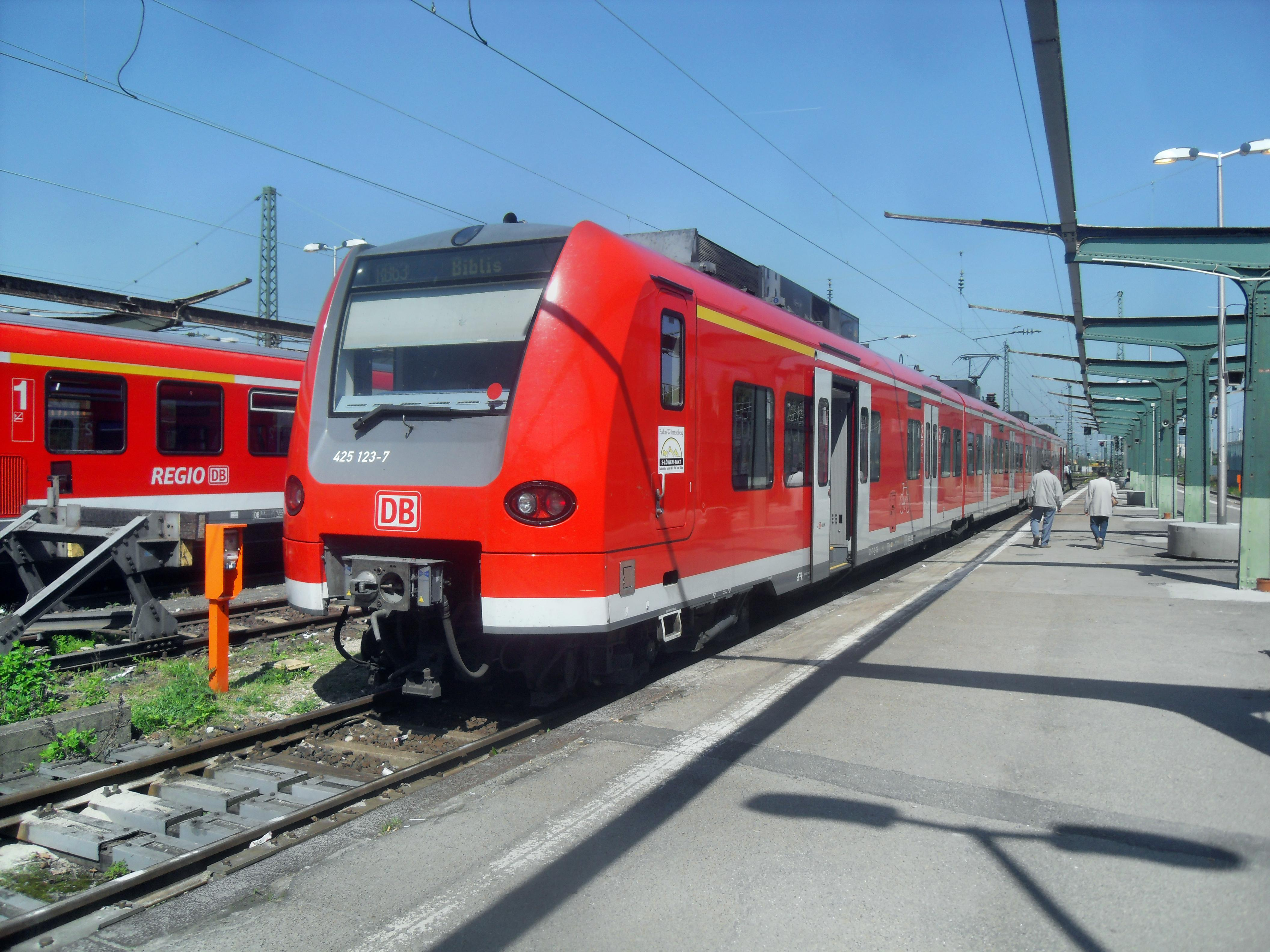
往东（黑森方向）经由尼伯龙根铁路可前往本斯海姆。这里可以接驳至美因－内卡铁路前往法兰克福或海德堡。经由里德铁路的沃尔姆斯支线前往可比布利斯，这里提供每小时1班前往法兰克福的换乘服务。发往黑森的列车会使用沃尔姆斯总站的3条尽头式轨道，分别为8道、9道和11道。
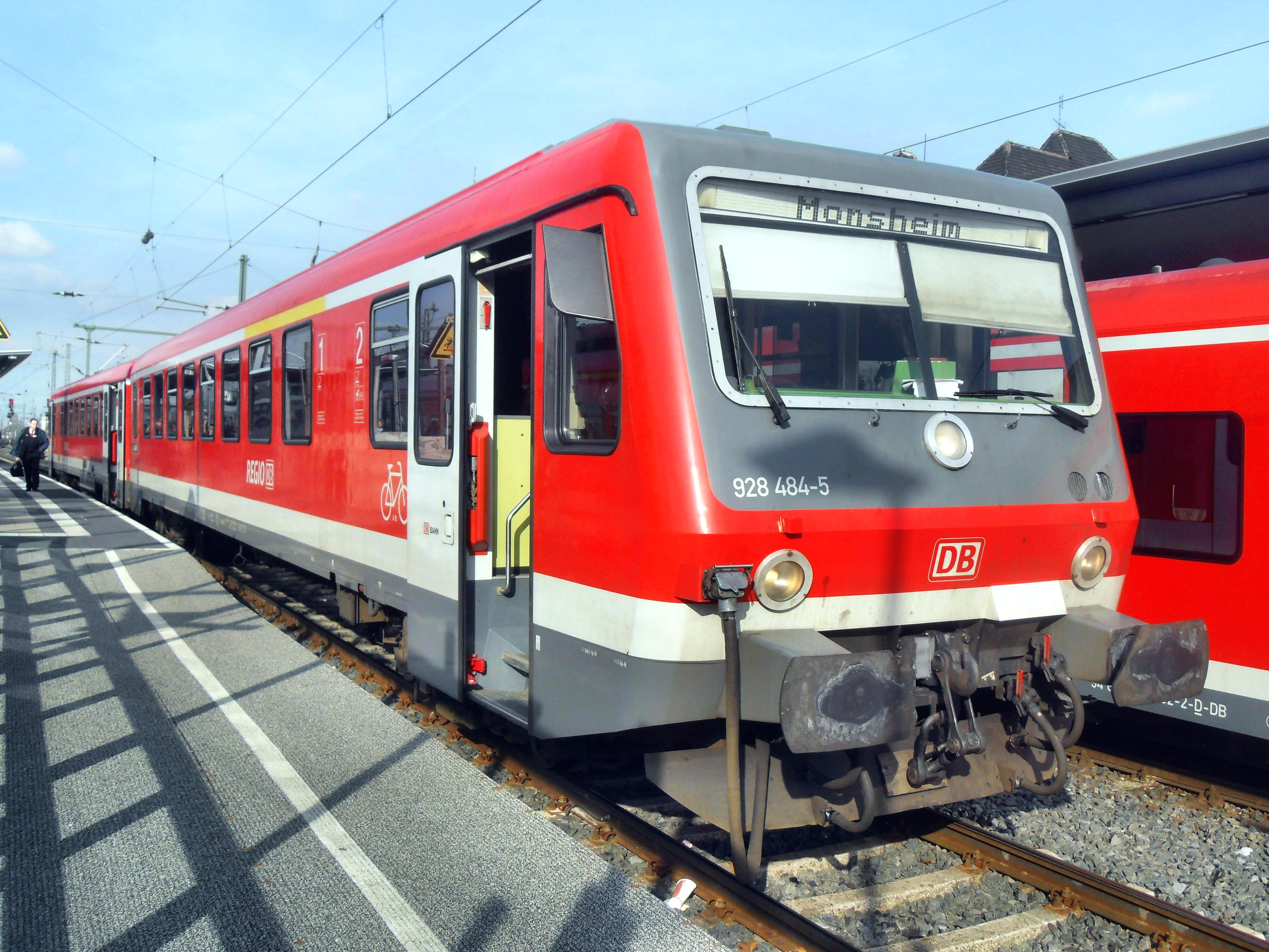
前往蒙斯海姆的区域列车

短途列车的线路概况如下：
| 线路  | 走向 | 频率      | 运营商 产品                     |
| ----- | --- | --------- | ------------------------------- |
| RE 4  | （法兰克福 －） 美因茨 － 沃尔姆斯 － 弗兰肯塔尔 － 路德维希港 － 希弗施塔特 － 施派尔 － 盖默斯海姆 － 卡尔斯鲁厄 | 两小时1班 | 德铁区域中部： SÜWEX            |
| RE 14 | （法兰克福 －） 美因茨 － 沃尔姆斯 － 弗兰肯塔尔 － 路德维希港中心 － 曼海姆                                       | 两小时1班 | 德铁区域中部： SÜWEX            |
| RB 35 | 宾根 － 阿尔蔡 － 蒙斯海姆 － 沃尔姆斯                                                                             | 每小时1班 | 德铁区域中部                    |
| RB 62 | 沃尔姆斯 － 比布利斯 （可在当地接驳RE 70前往法兰克福）                                                             | 每小时1班 | 德铁区域中部                    |
| RB 63 | 沃尔姆斯 － 比尔施塔特 － 本斯海姆                                                                                 | 每小时1班 | 德铁区域中部                    |
| S 6   | 美因茨 － 奥彭海姆 － 沃尔姆斯 － 博本海姆 － 弗兰肯塔尔 － 路德维希港 － 曼海姆（每小时1班继续前往本斯海姆）      | 半小时1班 | 德铁区域中部： 莱茵内卡城市快铁 |

- 前往美因茨的612型柴油动车
- 前往本斯海姆的628型柴油动车组
- 前往比布利斯的区域列车
- 前往蒙斯海姆的区域列车

## 脚注
1. ↑  Scholz 2009，第2頁.
2. 1 2 3  Häussler 2003，第10頁.
3. ↑  Häussler 2003，第12頁.
4. ↑  Engbarth 2007，第41頁.
5. ↑  Häussler 2003，第18頁.
6. ↑  Häussler 2003，第20頁.
7. 1 2  Häussler 2003，第21頁.
8. 1 2 3 4  Häussler 2003，第43頁.
9. 1 2  Häussler 2003，第164頁.
10. ↑  Häussler 2003，第166頁.
11. 1 2  Häussler 2003，第84頁.
12. 1 2  Häussler 2003，第87頁.
13. 1 2 3  Häussler 2003，第44頁.
14. 1 2 3  Häussler 2003，第45頁.
15. 1 2  Häussler 2003，第42頁.
16. ↑  Häussler 2003，第53頁.
17. ↑  Häussler 2003，第54頁.
18. ↑  Häussler 2003，第55頁.
19. ↑  Häussler 2003，第58頁.
20. 1 2  Häussler 2003，第60頁.
21. ↑  Häussler 2003，第61頁.
22. ↑  Häussler 2003，第50頁.
23. 1 2  Spille 1992，第28頁.